# Sterlina neozelandese
La sterlina neozelandese (simbolo £, o NZ £ per distinzione) fu la valuta della Nuova Zelanda dal 1840 al 1967, quando venne sostituita dal dollaro neozelandese.